# Microrregión de Itapetininga
La microrregión de Itapetininga es una de las microrregiones del estado brasileño de São Paulo perteneciente a la mesorregión Itapetininga. Su población fue estimada en 2006 por el IBGE en 185.482 habitantes y está dividida en cinco municipios. Posee un área total de 3.730,308 km².

## Municipios
- Alambari
- Angatuba
- Campina do Monte Alegre
- Guareí
- Itapetininga

- Datos: Q2464166